# Simon Rytz
Simon Rytz (* 14. September 1983 in Biel) ist ein ehemaliger Schweizer Eishockeytorwart, der im Verlauf seiner aktiven Karriere unter anderem für den EHC Biel in der Schweizer National League gespielt hat. Sein Bruder Philipp war ebenfalls ein professioneller Eishockeyspieler.

## Karriere
Simon Rytz begann seine Karriere als Eishockeyspieler in seiner Heimatstadt in der Nachwuchsabteilung des EHC Biel, für dessen Profimannschaft er von 2002 bis 2004 in der Nationalliga B aktiv war. Die folgende Spielzeit verbrachte der Torwart beim NLB-Ligarivalen HC La Chaux-de-Fonds. Von 2007 bis 2011 trat er für den HC Ajoie in der NLB an. Zur Saison 2011/12 wurde er von Fribourg-Gottéron aus der National League A verpflichtet, bei dem er zu seinen ersten Einsätzen in der höchsten Schweizer Spielklasse kam. Parallel lief er in sieben Spielen als Leihspieler für seinen Ex-Klub HC Ajoie in der NLB auf. Zu Beginn der Saison 2012/13 wurde Rytz für vier Spiele an den NLA-Ligarivalen EV Zug ausgeliehen, ehe er zu Fribourg-Gottéron zurückkehrte. Während der Saison wurde er zudem für einige Spiele an den HC Red Ice aus der NLB ausgeliehen, so dass er nur auf vier NLA-Einsätze für Fribourg kam.
Im Februar 2013 gab der EHC Biel die Verpflichtung Rytz' bekannt. In Biel entwickelte er sich in den folgenden Jahren zum Stammtorhüter und verdrängte damit unter anderem Lukas Meili auf die Ersatzbank. Rytz verlor seinen Posten auf die Saison 2016/17 hin, als der EHC Biel mit der Verpflichtung Jonas Hillers aus der NHL einen Transfercoup landete. Dem gebürtigen Bieler blieb damit nur die Rolle des Ersatztorhüters. 
Nach einer Saison als Ersatztorhüter beim EHC Biel, bat Rytz um die Auflösung seines Vertrages. Er wechselte daraufhin in die NLB zum EHC Olten. Zur Saison 2022/23 kehrte er zum EHC Biel zurück. Zum Saisonende beendete er seine aktive Karriere.